# Lhuys
Lhuys es una comuna francesa situada en el departamento de Aisne, de la región de Alta Francia.

## Geografía
Está ubicada a 20 km al sureste de Soissons.

## Demografía
| 125 | 122 | 106 | 77 | 106 | 115 | 146 | 146 | 139 |
| Para los censos de 1962 a 1999 la población legal corresponde a la población sin duplicidades (Fuente: INSEE [Consultar]) |     |     |    |     |     |     |     |     |